# Полукарпово (Калининский район)
Полука́рпово — деревня в Калининском районе Тверской области.

## География
Деревня находится в 6 км от центра поселения посёлка Эммаусс.

## Население
По данным на 2008 год население НП составило 49 человек.

## Власть
Деревня в административном плане относится к Эммаусскому сельскому поселению Калининского района
Тверской области.